# Arte spagnola

Il 3 maggio 1808 di Goya

La Spagna ha prodotto molti artisti famosi e influenti, tra cui Velázquez, Goya e Picasso.

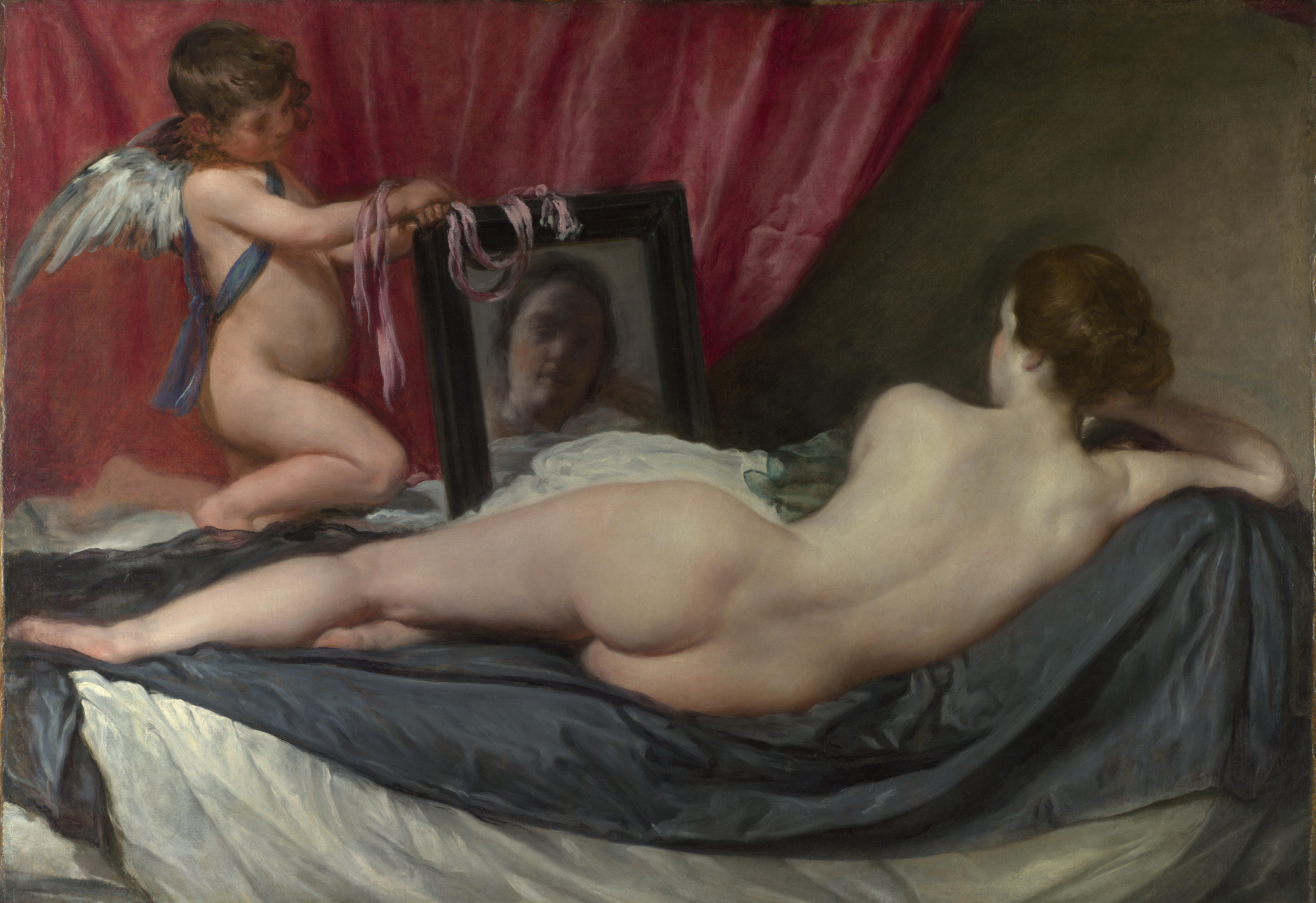
Venere Rokeby di Velázquez

## Caratteri generali

### Influenza musulmana
Il dominio musulmano ha lasciato un segno profondo nell’arte e nella civiltà dell’Iberia.
Questa influenza è particolarmente evidente nell’architettura spagnola. 
Alcune forme decorative islamiche si sono mantenute per secoli anche dopo la fine del dominio. Per esempio, a Valencia nel Settecento si fabbricavano maioliche che portavano ancora motivi musulmani.
A causa dei vincoli religiosi alla rappresentazione umana, l’influenza islamica non si estende alla pittura, per cui contano solo le influenze europee.
Lo stesso vale per la statuaria; al contrario i rilievi religiosi lignei venivano usati come funzione decorativa, influenzando maggiormente le arti costruttive.

### Naturalismo
I pittori spagnoli sono animati da un sostanziale naturalismo. Presentano la stessa attenzione ai dettagli realistici nella rappresentazione del mondo visibile e alla rappresentazione del mondo naturale, che assume così un proprio aspetto concreto e tangibile.
L’artista spagnolo tende ad affermare la propria personalità in forma violenta e appassionata. Questo porta lo spagnolo a raffigurare, nell’arte, un ingrandimento delle figure in relazione agli altri elementi della sua composizione, portando i dipinti ad avere un contrasto ombra-luce, ripresi da quelli di Caravaggio e dei suoi seguaci. Questo contrasto ombra-luce fa pensare che il colore non sia importante. La maggior parte dei pittori spagnoli del Cinquecento e Seicento infatti usavano una tavolozza basata su terre verdi, di rossocupi e di nero.
L’intonazione scura dei quadri veniva messa in risalto dalle cornici dorate.
I colori scuri hanno dominato anche la ritrattistica, che appare molto chiaramente in uno dei capolavori del Greco, I funerali del conte di Orgaz (1586-88, olio su tela, cm. 487x359, Toledo, S. Tomé).
Prima di allora la ritrattistica era incentrata su tonalità smorzate e austere, conferendo ai ritratti un’aria di famiglia, ancora presente in Goya, Contessa del Carpio, marchesa di Solana (1791-95, olio su tela, cm. 183x124, Parigi, Louvre, Collezione De Besteigui).

## La pittura

### Preistorica

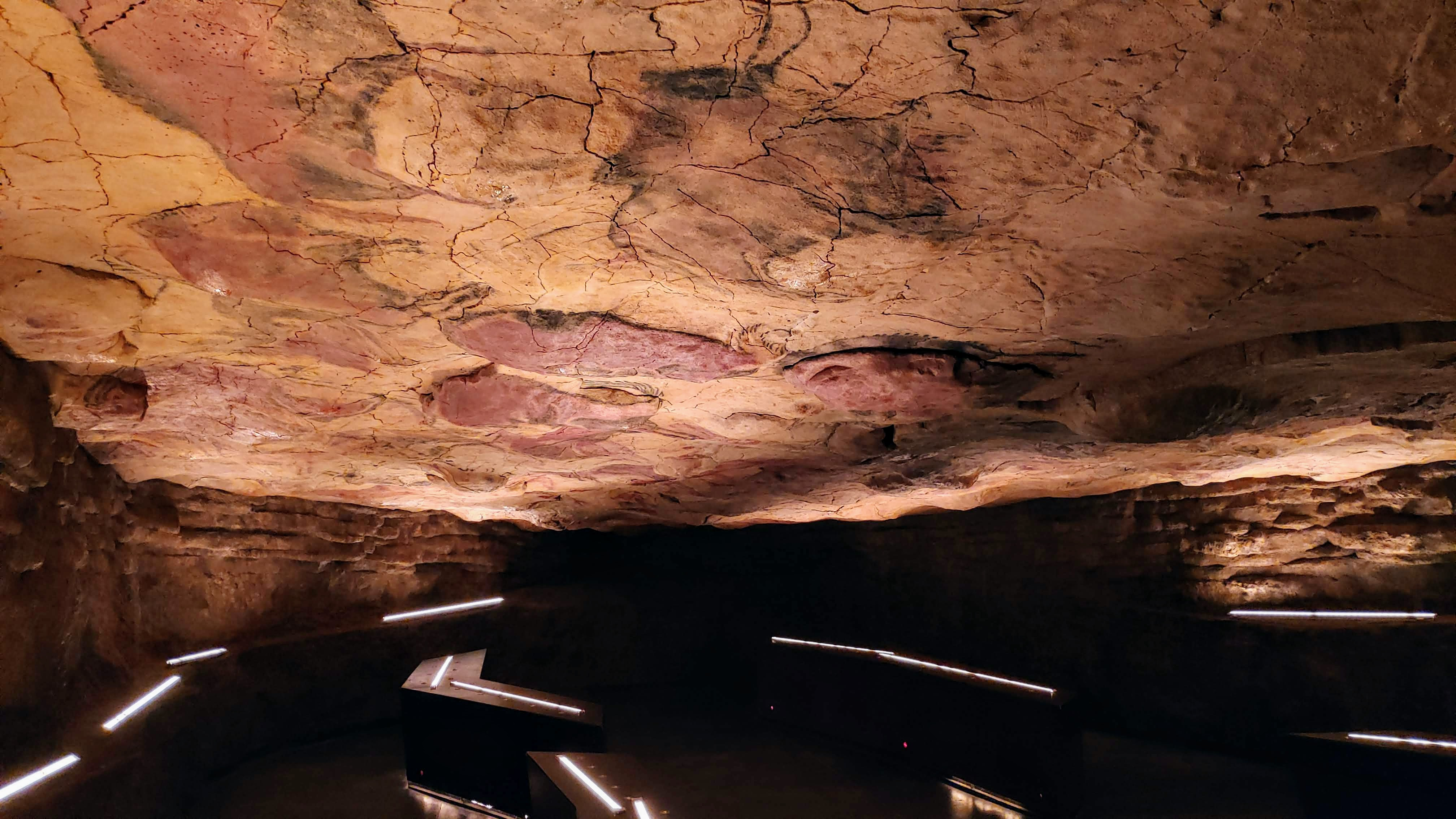
Grotte di Altamira

La Spagna è un'area ricca di pitture rupestri preistoriche. 
Gli animali erano il tema principale di queste prime arti. Gli animali più comuni sono il toro, il cavallo, il cervo, la capra, l’orso e il mammut. 
Tuttavia, ci sono anche immagini che ricordano le persone e gli umani. L'immagine tende a essere dipinta di nero e ocra.
Un’importante testimonianza dell’arte rupestre si trova in Cantabria, nelle Grotte di Altamira.

### Romanica
Durante il periodo romanico, il tipo principale di pittura era la miniatura su manoscritti. Questo tipo di pittura è più comune nella versione manoscritta della Bibbia.
Sono numerosi gli affreschi, situati per lo più in chiese romaniche in Catalogna; alcuni però sono stati scoperti solo nel Ventesimo secolo. 
Gli affreschi romanici castigliani più conosciuti sono quelli di San Isidoro a Leon e i dipinti di San Baudelio de Berlanga, ora per lo più in vari musei tra cui il Metropolitan Museum of Art di New York.

### Gotico
In Spagna l’arte gotica si diffuse lentamente, essendo guidata da modelli esterni, prima dalla Francia e più avanti dall’Italia. 
Per quanto riguarda l’architettura, l’influenza francese è evidente nelle cattedrali di Burgos, Toledo e León, che risalgono alla prima metà del Duecento.
Il Monastero di La Oliva (1164) è considerato il primo esempio di architettura gotica in Spagna.
Per la pittura, lo stile romanico continuò anche in epoca gotica. Solo nel Trecento incominciò a diffondersi la pittura gotica sul modello italiano.

### Rinascimento e Manierismo
L’arte rinascimentale spagnola fu influenzata dal Rinascimento italiano, soprattutto a Valencia a causa della sua vicinanza e dei suoi legami con l’Italia. 
Uno dei canali fu l’importazione di alcune opere d’arte, tra cui molte stampe di Raffaello.
Altrove in Spagna, l'influenza del Rinascimento italiano fu meno concentrata, con un uso relativamente superficiale di tecniche che venivano combinate con precedenti pratiche fiamminghe e incorporavano caratteristiche manieriste. 
Oltre agli aspetti tecnici, i temi e lo spirito del Rinascimento furono corretti in base alla cultura spagnola e all'ambiente religioso. Di conseguenza nelle opere venivano raffigurati pochissimi soggetti classici o nudi femminili.
Le opere erano ispirate soprattutto dalla devozione religiosa.
Il pittore spagnolo più popolare fu Luis de Morales (1510 –1586), chiamato dai suoi contemporanei "Il Divino", per l'intensità religiosa dei suoi dipinti.
Importante pittore che segna il passaggio dal gotico al rinascimento fu Pedro Berruguete.

### L'età dell'oro
Con l’inizio del Seicento secolo ebbe inizio l’epoca d’oro della pittura spagnola.
Generalmente i nobili commissionavano solo ritratti o qualche dipinto con funzioni decorative, mentre le chiese e i monasteri erano le principali fonti di attività pittoriche.
El Greco (1541-1614) fu uno dei pittori più individualisti del periodo e sviluppò uno stile decisamente manierista influenzato dallo stile post-bizantino dei cretesi. Molte delle sue opere riflettono i colori grigio-argento e i colori forti e intesi di pittori veneziani come Tiziano.
Invece Jusepe de Ribera (1591-1652) anche se era attivo principalmente in Italia, si considerava spagnolo e il suo stile veniva usato come esempio degli estremi dell'arte spagnola della Controriforma.
Il suo lavoro è stato molto influente (in gran parte grazie alla circolazione dei suoi disegni e stampe in tutta Europa) e si è sviluppato in modo significativo durante la sua carriera.
In questo periodo il centro culturale della Spagna era Siviglia, che ospitava artisti da tutta l’Europa, attirati dal richiamo delle commissioni per l'impero in crescita e per le numerose case religiose.
I pittori partivano da una tradizione fiamminga di pennellate dettagliate e levigate, come nelle opere di Francisco Pacheco (1564–1642), che nel tempo sviluppò un approccio più naturalistico, con l'influenza di Juan de Roelas (c. 1560–1624) e Francisco Herrera il Vecchio (1590–1654).
L’approccio più naturalistico fu influenzato da Caravaggio, diventando predominante a Siviglia. Inoltre influì sulla formazione di tre maestri dell'età dell'oro: Cano, Zurbarán e Velázquez. 
Diego Velázquez (1599–1660) avendo una passione generale per Caravaggio o almeno per il suo stile, intraprese come suo principale compito professionale la pittura di ritratti, mostrando una sorprendente varietà di temi.
Inoltre fu il principale artista alla corte del re Filippo IV. Creò decine di ritratti della famiglia reale spagnola, ad esempio Le damigelle d'onore (1656, olio su tela, cm. 319x277, Madrid, Museo del Prado).
La sua prima opera ad attirare l’attenzione della corte fu Il trionfo di Bacco (1626–1628, Museo del Prado). Velázquez è anche attivo nella scultura e nell’architettura.
Il suo stile nel tempo è cambiato passando dal naturalismo fino ad arrivare ad un approccio più raffinato e idealistico.
Si affermarono anche Francisco Herrera il Giovane, esponente del barocco, così come lo scultore Alonso Cano, José Benito de Churriguera e Francisco Bayeu più tardi, nel XVIII secolo.

### Tardo barocco
Il pittore per eccellenza del tardo barocco, e il più famoso pittore spagnolo prima della rivalutazione di Velázquez, Zurbarán ed El Greco  nell'Ottocento, fu Bartolomé Esteban Murillo (1617-1682), che lavorò per la maggior parte della sua carriera a Siviglia. Alcuni dei suoi primi lavori riflettevano il naturalismo di Caravaggio. 
Murillo usava una tavolozza marrone tenue, un'illuminazione semplice ma non aspra e temi religiosi che sono ritratti in un ambiente naturale o domestico, come nel suo Sacra Famiglia con il cagnolino e l'uccellino  (1650, Museo del Prado). 
Successivamente utilizzò una gamma di colori più luminosi, incorporando elementi del barocco fiammingo.

### Ventesimo secolo
Nella prima metà del Ventesimo secolo molti artisti spagnoli lavoravano a Parigi, contribuendo agli sviluppi del movimento artistico modernista.

#### Picasso
L'esempio più importante è Picasso, che lavorò insieme all'artista francese Braque, creando il cubismo. 
Il periodo blu di Picasso (1901–1904), che consisteva in dipinti cupi e blu, fu influenzato da un viaggio in Spagna. 
Il Museu Picasso di Barcellona presenta molte delle prime opere di Picasso, create mentre viveva in Spagna, così come la vasta collezione di Jaime Sabartés che intimo amico di Picasso ne suoi giorni a Barcellona per molti anni fu il segretario personale di Picasso. Ci sono molti studi di figure precisi e dettagliati condotti nella sua giovinezza sotto la tutela del padre, così come opere della vecchiaia che dimostrano chiaramente la solida base di Picasso nelle tecniche classiche.
Picasso ha presentato l'omaggio più durevole a Velázquez nel 1957 quando ha ricreato Le damigelle d'onore nel suo caratteristico cubismo. Anche se Picasso era preoccupato che se avesse copiato il dipinto di Velázquez, sarebbe stato visto solo come una copia e non come una rappresentazione unica, continuò a farlo, e l'enorme lavoro - il più grande che avesse prodotto da Guernica nel 1937 - guadagnò una posizione di rilievo nel canone spagnolo dell'arte.
La città natale di Picasso, Malaga, ospita due musei con collezioni significative, il Museo Picasso Málaga e il Museo della casa natale.

#### Dalí
Salvador Dalí divenne una figura centrale del movimento surrealista a Parigi, mentre Joan Miró è stato influente nell'arte astratta.
Salvador Dalí dipinge con uno stile preciso e realistico, basato su studi di maestri olandesi e spagnoli, ma con un soggetto che dissolve i confini tra organico e meccanico ed è più simile alle scene da incubo del pittore olandese Hieronymus Bosch , il cui Trittico del Giardino delle delizie  ha fornito il modello per la figura centrale e addormentata dell'opera di Dalí.

#### Miró
Joan Miró era associato ai surrealisti di Parigi, che approvavano particolarmente il suo uso dell'automatismo nella composizione e nell'esecuzione, progettato per esporre la mente subconscia. Sebbene i suoi dipinti successivi e più popolari siano raffinati, stravaganti e apparentemente senza sforzo, il suo periodo influente negli anni Venti e Trenta produsse opere che erano provocatorie nel loro simbolismo sessuale e nelle immagini, e impiegavano materiali rozzi e sperimentali, tra cui carta vetrata, tele non dimensionate e collage. Nella pittura del periodo maturo è evidente il suo linguaggio caratteristico di segni, figure e forme lineari nere su uno sfondo più strutturato e pittorico.

### Il ritratto e la natura morta
Dal Seicento in poi la crescita dei ritratti è molto forte, pur mantenendo le caratteristiche del paese, a causa dell'estrema ascesa dell'individualismo, che è legato alle persone rappresentate, piuttosto che cercare un astratto ideale di bellezza.
Dal diciassettesimo secolo, l'amore per la natura morta è stato diviso in diverse categorie, tra cui florero, il termine significa pittura floreale; bodegòn, cioè un dipinto che riproduce cibo e utensili da cucina, proprio come lo schizzo di Natura morta di Meléndez.
Questi soggetti hanno subito uno speciale trattamento di fermezza e una profonda osservazione, che distingue chiaramente i dipinti in stile spagnolo da quelli dei paesi nordici.

## Le arti applicate
A parte l'influenza degli Arabi e di altri paesi europei, la Spagna non coltivava specificamente l'arte applicata. A Burgos ci sono decorazioni in legno con marchio moresco e rinascimentale.
L'arte minore attirava anche artigiani spagnoli attivi in 
altre parti d'Europa.

## Collezioni d'arte
Le opere dei maestri spagnoli sono esposte in molti musei del mondo, in particolare nei seguenti:
- Museu Nacional d'Art de Catalunya, Barcellona (MNAC)
- Museu Picasso, Barcellona
- Guggenheim Museum Bilbao
- Museo del Prado, Madrid
- Museo Nacional Centro de Arte Reina Sofía
- Museo di belle arti di Siviglia